# Aarresaari (ö och gränsmärke mellan S:t Michel och Mäntyharju)
Aarresaari är en ö i Finland. Den ligger i sjön Kukasjärvi och i kommunerna Sankt Michel och Mäntyharju och landskapet Södra Savolax, i den södra delen av landet, 170 km nordost om huvudstaden Helsingfors. Öns area är omkring 560 kvadratmeter och dess största längd är 30 meter i öst-västlig riktning.  Ön utgör ett gränsmärke mellan kommunerna.